# Scolops pallidus
Scolops pallidus är en insektsart som beskrevs av Philip Reese Uhler 1900. Scolops pallidus ingår i släktet Scolops och familjen Dictyopharidae. Inga underarter finns listade i Catalogue of Life.